# Enfants talibés du Sénégal

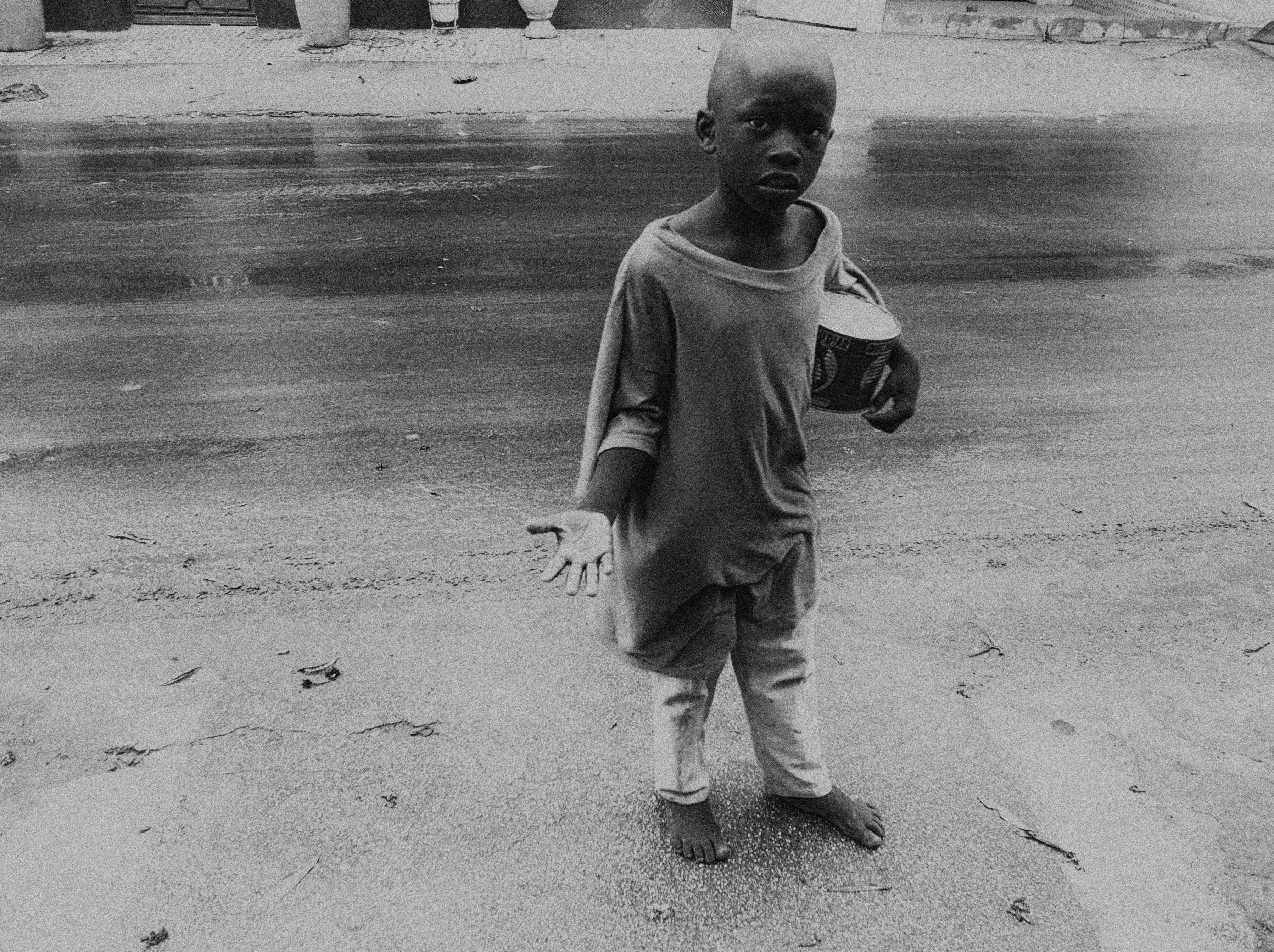
Un talibé mendiant à Ouakam en 2011.

Au sens étymologique du terme, un « talibé » (pluriel de Talib) est un élève ou un disciple apprenant le Coran. 
Au Sénégal, le talibé est généralement un garçon âgé de 5 à 15 ans, issu d'une famille pauvre souvent rurale, confié par ses parents à un maître coranique (ou marabout) afin que celui-ci se charge de son éducation religieuse. Cette éducation a lieu dans un daara, une école coranique. En contrepartie, le talibé doit s'acquitter des travaux domestiques, et est généralement contraint à mendier dans les rues afin de subvenir à ses besoins et aux besoins de son maître et de sa famille.

## Nombre
Dans la région de Dakar, au moins 30 000 talibés mendiaient chaque jour dans les rues en 2013, et le phénomène va grandissant. Certains enfants proviennent des pays limitrophes (Guinée, Gambie). Le problème se pose principalement à Dakar mais on compte aussi beaucoup de talibés à Saint-Louis, M'bour et Kaolack.
En 2010, le nombre de talibés au Sénégal était estimé à 50 000 par l'ONG Human Rights Watch et à plus de 100 000 enfants en 2019. Basée en France, l'ONG humanitaire Secours Islamique France (SIF) mène de nombreux projets humanitaire en faveur de l'inclusion sociale des enfants et jeunes talibés au Sénégal.

## Conditions de vie
La majorité des talibés vivent dans des conditions très précaires. Ils sont logés en surnombre dans des maisons délabrées où l’accès à l’eau, l’électricité, la santé et la nourriture est souvent difficile. Les sévices corporels et abus sexuels sont courants et touchent aussi les filles. Il arrive fréquemment que les enfants soient sévèrement battus par leur maître parce qu'ils n'ont pas ramené la somme d’argent fixée par ce dernier. 

## Dérives
Le phénomène des talibés au Sénégal est le résultat à la fois d'une tradition (le fait de confier ses enfants garçons à un marabout) et des crises économiques des années 1980 et 1990 qui ont progressivement perverti cette tradition.
Un grand nombre de talibés sont aujourd'hui issus du trafic d'enfants organisés par de faux marabouts plus motivés par l'enrichissement personnel que par l'éducation des jeunes. Ces marabouts charlatans créent de nombreux daaras en périphérie des grandes villes pour organiser l'exploitation des enfants en recrutant de très jeunes enfants supposés être plus rentables car plus attendrissants lorsqu'ils mendient. Certains parents acceptent cette exploitation et peuvent recevoir 10 000 F CFA (15 euros) par mois en contrepartie.

## Répression
En 2016, le Sénégal a pris la décision de retirer ces enfants de la rue mais si les lois existent bien, elles sont plus ou moins bien appliquées d'autant que certains enfants sont repliés au niveau des quartiers périphériques pour échapper à la brigade spéciale des mineurs.
Les enfants récupérés sont gardés en "centres d'accueil, d'information et d'orientation pour enfant en situation difficile" appelés « Ginddi», gérés par l'Etat, et y restent le temps de retrouver leurs parents. Certaines ONG ont aussi pris en charge ce problème en récupérant des enfants.
La Plateforme pour la promotion et la protection des droits de l'homme (PPDH) appelle à la répression pour que l'état traque les auteurs de traite des enfants. Selon un rapport de Human Rights Watch, au premier semestre 2016, au moins cinq enfants sont morts sous les coups de leurs maîtres coraniques ou dans des accidents de circulation.
De nombreuses associations dénoncent cet état de fait, parlant d'« esclavage moderne ».
On déconseille aux touristes de participer à cet esclavage en donnant de l'argent aux talibés mais rien n'empêche de leur acheter un aliment à manger sur place pour qu'il ne serve pas à nourrir leurs tortionnaires.